# 서신일 묘역
서신일 묘역은 대한민국 경기도 이천시 부발읍 산촌리에 있다. 2007년 9월 20일 이천시의 향토유적 제17호로 지정되었다.